# Maidan-Morozivskîi, Iarmolînți
Maidan-Morozivskîi (în ucraineană Майдан-Морозівський) este un sat în comuna Proskurivka din raionul Iarmolînți, regiunea Hmelnîțkîi, Ucraina.

## Demografie
Componența lingvistică a localității Maidan-Morozivskîi
     Ucraineană (100%)
Conform recensământului din 2001, toată populația localității Maidan-Morozivskîi era vorbitoare de ucraineană (100%).